# 靖侯
靖侯（せいこう、生年不詳 - 紀元前841年）は、中国の西周時代の晋の君主。姓は姫、名は宜臼。北趙晋侯墓地出土銘文の「晋侯喜父」に相当する人物と推測されている。

## 生涯
晋の厲侯の子として生まれた。紀元前859年、厲侯が死去すると、後を嗣いで靖侯が晋侯として即位した。紀元前841年、靖侯は死去し、子の釐侯が晋侯として即位した。